# Challenger Salinas 2007
Il Challenger Salinas 2007 è stato un torneo di tennis facente parte della categoria ATP Challenger Series nell'ambito dell'ATP Challenger Series 2007. Il torneo si è giocato a Salinas in Ecuador dal  al marzo 2007 su campi in cemento e aveva un montepremi di $25 000+H.

## Vincitori

### Singolare
Juan Pablo Brzezcki ha battuto in finale  Marcos Daniel con il punteggio di 6–4, 6–4

### Doppio
Scott Lipsky /  David Martin hanno battuto in finale  Thiago Alves /  Franco Ferreiro con il punteggio di 7–5, 7–6(9)